# 毛氈苔粉屬
毛氈苔粉屬（拉丁語：Droserapites）為一個已滅絕的植物屬，與毛氈苔類有點不確定的相似。
棒狀毛氈苔粉（D. clavatus）的化石花粉發現於台灣的中新世構成物。它是「四個、無孔型，帶有棍棒狀、棒狀以及發芽生殖的過程」，並在型態學上與現生的毛氈苔相配。